# Липатов, Виль Владимирович
Виль Влади́мирович Липа́тов (10 апреля 1927, Чита Дальневосточного края, РСФСР, СССР — 1 мая 1979, Москва, РСФСР, СССР) — русский советский писатель, сценарист и прозаик, журналист, специальный корреспондент. Член КПСС с 1957 года.
В своих произведениях выводил современников, в основном, людей труда — речников, рыболовов, водителей, рабочих, инженеров; почти всегда поставленных автором в трудные жизненные условия — или борьбы с природой, или с людьми ограниченными и самовлюблёнными, иногда — подлыми. Стал широко известен после экранизации его повестей о сельском участковом милиционере Анискине.

## Биография
Дед — потомок польских евреев, высланных в Сибирь после восстания в 1864 году. Он владел пароходством, женился на бурятке. От нее Липатов и унаследовал восточную внешность.
Позже дед купил землю в Палестине, а когда началась Первая мировая война, отправил туда своих детей, в том числе и мать Липатова. Во время революции она вернулась домой к отцу, в дороге познакомившись с молодым коммунистом — отцом Липатова.
Виль Липатов родился 10 апреля 1927 года в Чите. Его отец Владимир Николаевич Липатов ещё в гражданскую войну примкнул к новой власти, входил в различные ревкомы и советы. После окончания в 1921 году уездной политшколы стал инструктором Читинского губкома партии. Позже был утверждён завотделом партийной жизни в газете «Забайкальский рабочий». Псевдоним — старик Софрон.
Когда родился сын, Владимир Липатов настоял на том, чтоб его назвали в честь Ленина — Вилем. Вскоре после рождения сына он уехал учиться в Москву в Коммунистический институт журналистики. В Читу не вернулся, продолжив занятия журналистикой на европейском Севере. В 1949 году из Архангельска перебрался в Ульяновск. Умер в 1971 году.
Мать Липатова Сарра Иосифовна Садович преподавала в школах. Любимым поэтом Липатова был А. Блок.
В 1929 году родители развелись, и мать с сыном уехали на Дальний Восток. В 1937 году переехали в Новосибирск.
В 1939 году Виль с матерью переехали в село Новокороткино Чажемтовского сельского поселения Колпашевского района Новосибирской (ныне Томской) области, а в 1941 году — в село Тогур. Там Липатова стала директором начальной школы. В 1944 году Виль Липатов вступил в ряды ВЛКСМ и окончил Тогурскую школу, получив аттестат с хорошими и отличными оценками, только по алгебре, тригонометрии и немецкому языку стояли оценки «удовлетворительно».
В этом же году поступил в Новосибирский институт военных инженеров, но после окончания 2-х курсов был отчислен из института. В 1947 г. окончил отделение физики и математики Колпашевского государственного учительского института.
В 1947/1948 учебном году работал учителем во 2-м классе в Тогурской начальной школе в Колпашевском районе Томской области.
В 1948 г. по направлению Колпашевского районного отдела народного образования был зачислен без приемных экзаменов на исторический факультет Томского государственного педагогического института. В 1952 году Липатов экстерном окончил отделение истории Томского государственного педагогического института. Студентом младших курсов начал работать в томской областной газете «Красное знамя». В 1951 году, перейдя на заочное отделение, был зачислен журналистом в штат газеты, где публиковал очерки, рассказы, фельетоны, рецензии на спектакли и т. д. Прошел путь от литературного сотрудника отделения писем до заведующего промышленным отделом газеты.
Жил в Пионерском переулке (дом, находившийся между д. 4 и 8а, сгорел в 2000-е годы). В романе «Игорь Саввович» с журналистской точностью описал старые улицы Томска.
Липатов работал также на Томском телевидении, публиковался в газетах «Молодой ленинец» и «Правда Ильича». Свои первые рассказы опубликовал, работая журналистом газеты.
В 1956 году в альманахе «Томск» (№ 9) были напечатаны первые два рассказа писателя — «День поэзии» и «Попутчики», в этом же году состоялась первая публикация в центральной прессе — в молодёжном журнале «Юность» (1956, № 5) — рассказы «Самолетный кочегар» и «Двое в тельняшках». Через два года, в 1958-м, вышла первая книга Липатова. В 1960 году «Новый мир» Твардовского принял повесть «Глухая Мята».
В 1957 г. Липатов уехал из Томска в Асино, где с января по июнь 1958 г. работал заведующим отделом писем и культуры в районной газете «Причулымская правда». Здание, где размещалась редакция газеты, позже было признано памятником истории местного значения, в нём располагалась Асиновская центральная городская библиотека (в 1990 г. на здании была установлена мемориальная доска в честь писателя).
В 1958 году Липатов вернулся в Читу, где трудился литературным секретарем газеты Забайкальского военного округа «На боевом посту» (1958—1959), в это же время начал сотрудничать с журналом «Новый мир».
В 1963—1964 гг. был собственным корреспондентом газеты «Советская Россия»: сначала в Чите, а с 1965 г. (по другим данным, 1966) — в Брянске. Сотрудничал в газете «Правда», являясь её специальным корреспондентом.
В сибирский период творчества В. В. Липатова в читинском книжном издательстве вышли отдельными изданиями повесть «Шестеро» (1958), повесть-хроника о рабочих одного леспромхоза «Своя ноша не тянет» (1959), повесть о сибирских речниках «Капитан „Смелого“» (1960), повесть «Юноша и машина» (1962), сборник из 2-х повестей «Смерть Егора Сузуна. Стрежень»" (1963) В 1962 году в Новосибирском книжном издательстве вышел сборник «Стрежень». В 1965 году вышла отдельным изданием повесть о «трудных подростках» «Операция „Икс два нуля“» (Иркутск, Восточно-Сибирское книжное издательство).
С 1967 года Виль Липатов жил и работал в Москве — специальный корреспондент газет «Правда», «Известия» и «Литературная газета»; профессиональный писатель, вёл курс в Литературном институте им. М. Горького (среди учеников — драматург М. И. Галесник), был секретарем Правления Союза писателей РСФСР.
С конца 1960-х Виль Липатов публиковал свои произведения в журнале «Знамя». Почти ежегодно выходили его повести отдельными изданиями: «Шестеро» (1958), "Капитан «„Смелого“» (1959), «Своя ноша не тянет» (1959), «Глухая Мята» (1960, инсценировка Центральной студии телевидения, 1964), «Зуб мудрости» (в отдельном издании «Ванюшка Чепрасов» и «Юноша и машина», 1961), «Стрежень» (1961, инсценировка Центральной студии телевидения, 1964), «Смерть Егора Сузуна» (1963), «Черный Яр» (1963), «Чужой» (1964), «Деревенский детектив» (1967, одноимённый фильм 1969), «Лида Вараксина» (1968), «Сказание о директоре Прончатове» (1969, телефильм «Инженер Прончатов» 1972), «Серая мышь» (1970, одноимённый фильм 1988), «Ещё до войны» (1971, одноимённый телефильм 1983) и др. Массовыми тиражами в разных издательствах страны выходили романы: «И это все о нём» (1974, одноимённый телефильм 1978), «Игорь Саввович» (1977, одноимённый телефильм 1987), «Лев на лужайке» (1979, первая публикация — 1989).
Одновременно Липатов работал и в жанре очерка, рассказа, и пробовал себя в драматургии (киносценарий «Баклан — обская чайка» (1963), пьеса «Земля на китах» (1966). Многие из произведений Виля Липатова переведены на иностранные языки.
В январе 1969 года вместе с поэтами Марком Лисянским и Михаилом Таничем Виль Липатов посетил Томск, где состоялась их встреча с читателями Областной библиотеки им. А. С. Пушкина. С 1976 по 1979 годы — секретарь правления СП СССР.
Летом 1978 года, за год до смерти, В. В. Липатов в последний раз посетил Тогур и Томск.
В 1979 году на сцене Ленинградского театра драмы и комедии на Литейном была поставлена пьеса «Любовь в Старо-Короткино» по повести В. Липатова «Житие Ванюшки Мурзина, или Любовь в Старо-Короткино». В 1988 г. она была поставлена также на сцене Московского областного драмтеатра, гастроли которого в Томске с успехом прошли в сентябре 1988 г.
По творческому завещанию Виля Липатова съемки телефильмов «Ещё до войны» и «Игорь Саввович» проводились на томской земле. 23 февраля 1983 года в Томске состоялась премьера 2-серийного телефильма «Ещё до войны…» (сценарий В. Липатова по своей повести, режиссер Борис Савченко). Ряд эпизодов фильма снимался осенью 1982 г. в окрестностях села Ярское Томского района, в массовых сценах фильма снимались жители села. В 1986 году в Томске и Томской области проходили съемки телевизионного художественного фильма по роману «Игорь Саввович» (режиссер Борис Савченко). Фильм вышел на телеэкраны в 1987 г.

Скончался 1 мая 1979 года в Москве от оторвавшегося тромба.

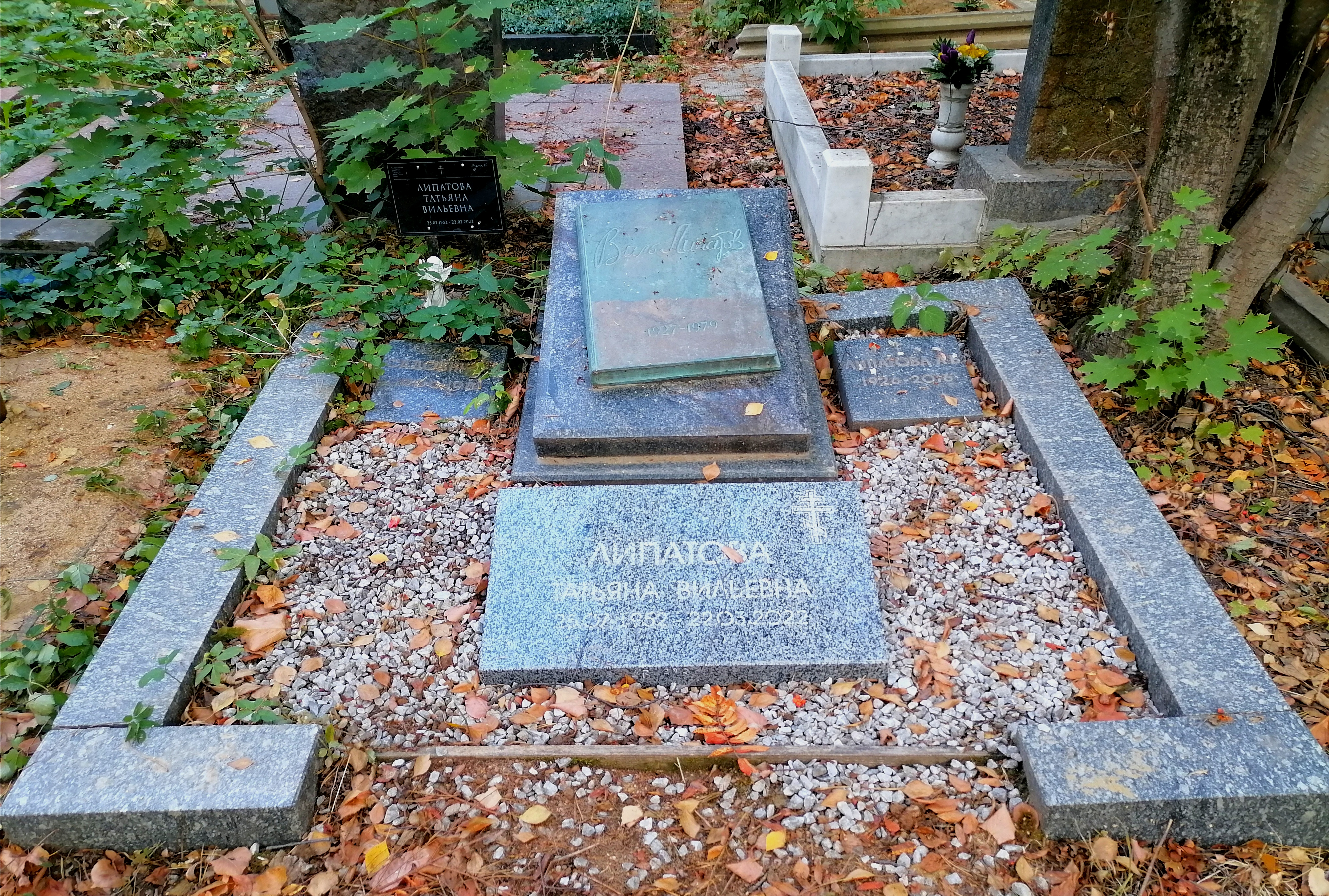
Могила на Кунцевском кладбище

Похоронен на Кунцевском кладбище (10 уч.).

### Личная жизнь
Первая жена: Александра Владимировна Липатова (1926—2016). Дочь Татьяна Вильевна Липатова (1952—2022), художник-график.
Вторая жена: Ирина Ильинична Мазурук (1936—1985), дочь генерал-майора авиации Ильи Мазурука, приёмная дочь главного редактора журнала «Знамя» писателя Вадима Кожевникова.

## Творчество
Первые стихи и прозу Липатов начал писать с 5-го класса, но собирался быть не писателем, а журналистом. В деревенской библиотеке было немного книг, зато была «книга природы», которая прочитывалась прежде всего. С детства его увлекло кино, которое в деревне показывали очень часто. Впоследствии критика отметит «кинематографичность» прозы Липатова, а сам он будет шутливо характеризовать ее как «разжиженный киносценарий».
Кино послужило началом понимания искусства для маленького Виля. Конечно, и до этого оно присутствовало в его жизни — мать в детстве читала произведения лучших из русских писателей, но только кино смогло пробудить в нем то понимание, которое он воплощал в своей литературе. Когда читаешь его, когда бежишь по его строчкам, каждое слово обретает форму, превращаясь в живой образ. Его книги не читаются, а смотрятся, подобно кино. Описания природы, несомненно, срисованы с натуры, тонкие, четкие детали образов героев, простого рабочего народа, делают его повести поистине подлинными. Даже критик А. Макаров говорил о кинематографичности его прозы. Некоторые из его произведений действительно ожили на экране. У него большего, чем у какого-либо другого классика советской литературы экранизировано 12 произведений. По таким из них, как «Деревенский детектив» (1968), «Инженер Прончатов» (1972), «Анискин и Фантомас» (1974), «Иван и Коломбина» (1975), «И это все о нем» (1977), «И снова Анискин» (1978), «Что можно Кузенкову?» (1980), «Еще до войны» (1982), «Игорь Саввович» (1986), «Серая мышь» (1988) были поставлены фильмы, некоторые из них — при участии самого автора.

Первые рассказы «Самолётный кочегар» и «Двое в тельняшке» опубликовал в 1956 году в журнале «Юность», в 1958 году выпустил первую книгу. Наибольшую известность принесли Липатову повесть «Сказание о директоре Прончатове», роман «И это всё о нём» (и сценарий одноимённого телефильма), а также повесть «Деревенский детектив» и созданные на её основе киносценарии трилогии о деревенском участковом, милиционере Анискине — «Деревенский детектив» (1968), «Анискин и Фантомас» (1974), «И снова Анискин» (1978).
«Нет, не о пустяках писал свои книги Виль Липатов. Точнее сказать, о пустяках он книг вообще не писал. Сибиряк по рождению, Липатов находил в родном краю, на берегах Оби и Кети, в селах, рабочих поселках, городах такие ситуации, проблемы, характеры, сквозь которые неизменно просвечивало Время. Он жил беспокойной жизнью, не представлял себя без газетной работы, и его очерки в „Правде“ были столь же привычны читателям, как его проза» (Михаил Синельников).
Внимательные читатели всегда видели в мире Липатова больше, чем позволяла себе констатировать критика. Внешняя занимательность сюжета — своего рода отвлекающий манёвр, важнейшее — в подтексте, ибо «по-настоящему интересен он [Липатов] подтекстовым анализом скрытых конфликтов его эпохи» (А. Казаркин).
«В литературе сегодняшнего дня духовное выпрямление человека, его борьба с собственными нравственными слабостями, великое счастье победы в нелёгком поединке с самим собой — тема бесконечно важная. Интерес к книгам В. Липатова в этом свете понять не трудно» (Л. А. Финк).
Прозу Липатова исследователи его творчества делят на два типа:
- «производственные» повести и романы;
- социально-психологические повести и рассказы очеркового типа.

Известность писатель получил как мастер «производственной» прозы, в этих произведениях автор «больше всего „у времени в плену“, в них герои двух узнаваемых советских типов: ударники и приспособленцы-конформисты. Главную опасность своего времени Липатов видел в бездуховном потребительстве, в жизни, отданной материальным благам. Исход эпохи очевиден…» (Александр Казаркин).
«Интереснейшие пласты современной нашей жизни подняты в книгах Липатова. Его проза — это средоточие острых, беспокойных проблем, это колоритные, своеобычные характеры, это атмосфера настойчивой борьбы за торжество добра и справедливости…. Проза Виля Липатова богата людьми, несущими в себе заряд позитивного действия» (Михаил Синельников).
«… главная ценность произведений Липатова состоит не в том, что он дает ответы на все вопросы, а в том, что он спешит тревожно откликнуться на то, что волнует … общество сегодня, обнаруживая при этом живое чувство самых различных типов той среды, в которой происходит действие его повестей» (Александр Макаров).
Это то качество прозы Липатова, которое критик А. Макаров называет «остротой социального зрения».

Повести и романы Виля Липатова выглядят проблемными и психологически достоверными не только в контексте своего времени.
«Характеры липатовских героев предстают во всей их сложности и жизненной ёмкости, ибо они проверяются участием в острых социальных конфликтах. Герои Липатова — всегда борцы, всегда герои. Они проходят десятки километров зимнего бездорожья, тонут в ледяных реках, мёрзнут и голодают, ибо вокруг них неизменно суровая, неизменно опасная северная природа… Они сражаются с ложью и карьеризмом, с унаследованным от прошлого по-волчьи жестоким стяжательством, с тупым обывательским равнодушием. И, наконец, важную роль в судьбах липатовских героев играет борьба особого рода — с собственными душевными слабостями, с нравственной неустойчивостью. Чаще всего эти три типа конфликтов переплетаются, как и самой жизни. К тому же победа над собой требует зачастую не меньше мужества, силы воли, чем преодоление внешних преград. А в конечном счёте, пройти ради общего дела сквозь пургу и разливы рек, не щадя себя ни секунды, способен только чистый и цельный человек, в котором героическое и нравственное неразрывно сливаются. Виль Липатов немало наблюдал таких людей в долгие годы странствий по Сибири, и теперь со страниц его повестей они приходят к читателю, согретые теплом авторского сердца» (Л. А. Финк).
Проза Липатова, как правило, близка жанру производственного романа, однако в контексте советской производственной прозы его сочинения выглядели достаточно проблемными и психологически достоверными. Одним из лучших образцов деревенской прозы, свободной от идеологической нагрузки, является повесть «Ещё до войны» (1971), в которой с необычайной достоверностью воссозданы быт и нравы сибирской деревни в годы перед Великой Отечественной войной.
Главную опасность своего времени Липатов видит в возникновении типа бездуховного «потребителя», жизнь которого посвящёна лишь достижению материальных благ.
Реальное положение дел в стране остро и трагично иллюстрирует произведение писателя Липатова «И это всё о нём» (1974), где в иносказательной форме показана фактическая смерть бескорыстного и идейного комсомольского движения в СССР, задушенного дельцами «теневой экономики» и бюрократами. В произведениях «московского» периода Липатов, по выражению томского журналиста и писателя Виктора Лойши, «небрежно мстил всем, кто когда-то как-то его обидел». Лойша отмечал, что Липатов не только делал отрицательные персонажи узнаваемыми, но и называл их подлинными именами.
Писателя волновал вопрос конформизма, на одном из съездов писателей в кулуарах он сказал: «Раньше как было? Каждый монарх считал счастьем для себя процитировать писателя. А сейчас выступает Марков и цитирует Брежнева».

## Экранизации произведений Виля Липатова
- 1968 — Деревенский детектив
- 1969 — Мистер-Твистер
- 1972 — Инженер Прончатов
- 1972 — Развод по-нарымски
- 1974 — Анискин и Фантомас
- 1975 — Иван и Коломбина
- 1976 — Три солнца
- 1978 — И это всё о нём
- 1978 — И снова Анискин
- 1982 — Ещё до войны
- 1987 — Игорь Саввович
- 1988 — Серая мышь

## Награды и премии
- 2 ордена Трудового Красного Знамени (???; 1977)
- медаль
- премия Ленинского комсомола (1978) — за сценарий фильма «И это всё о нём» (1977)
- Первая премия на Всесоюзном литературном конкурсе имени Николая Островского за 1973—1974 годы — за роман «И это всё о нём»

## Память
- Премия имени В. Липатова Томской областной организации Союза журналистов СССР (1982—1991).
- 3 августа 1987 года Центральной библиотеке г. Асино присвоено имя Виля Владимировича Липатова. Улица Промышленная была переименована в ул. имени В. В. Липатова. Установлена мемориальная доска на доме по ул. имени Ленина, № 21.
- В Асине на здании городской библиотеки и газеты в 1990 году установлена мемориальная доска.
- Улицы Липатова в Асине, Тогуре и Чите.
- С 1988 года в городе Колпашево и селе Тогур районной библиотекой периодически проводятся Липатовские чтения.
- К 90-летнему юбилею писателя в селе Тогур разбит сквер со скульптурой участковому Анискину[12]
- В 2022 г. в честь 95-тилетия со дня его рождения в с. Тогур в ДК «Лесопильщик» был открыт музей имени Виля Липатова[13].
- С 2022 года проводится просветительский Липатовский фестиваль «И это всё о нём»[14].